# Tennistavolo Brescia
L'Associazione Sportiva Dilettantistica Tennistavolo Brescia (detta anche A.S.D.T.T. Brescia o Tennistavolo Brescia) nasce a Brescia il 14 settembre 1999 ad opera dei soci fondatori Francesco de Petra, Luigi Gaggia e Simone Spada.
Presidente del sodalizio viene nominato Francesco de Petra che ad oggi, dopo quasi 10 anni, ricopre ancora tale carica.
La società seppur fondata nel 1999, incomincia la sua partecipazione ai campionati ufficiali Fitet solo nella stagione successiva, infatti nel campionato 2000/2001, risulta iscritta al campionato di livello regionale D-1.
In pochi anni, con squadre via via rinnovate, riesce a raggiungere, nel 2006/2007, il massimo campionato italiano: la Serie A-1 maschile. Dopo due stagioni di assestamento, nella stagione 2008/2009 la squadra lotta per i play-off scudetto.
Il sodalizio bresciano annovera inoltre altre formazioni maschili nelle serie minori maschili e nella serie B femminile.
Sino alla stagione 2008/2009 annoverava il giocatore italiano con il record di scudetti individuali, ben 10, Massimiliano Mondello, sostituito però nella stagione 2009/2010 da un altro ex nazionale assoluto, il mancino triestino Cristian Mersi. Il Capitano Ntaniel Tsiokas ha partecipato a tre Olimpiadi (Barcellona, Atlanta e Pechino).
L'Associazione Sportiva Dilettantistica Tennistavolo Brescia è affiliata alla Federazione Italiana Tennistavolo (federazione facente parte del CONI) sin dalla sua costituzione (Codice 2529).
Dopo quattro anni nella massima serie del campionato italiano, dalla stagione agonistica 2010/11, per effetto di una riorganizzazione dei piani strategici dovuti alla crisi economica che ha colpito duramente il mondo sportivo, il sodalizio bresciano ha deciso di rinunciare alla serie A-1 Maschile, ripartendo così dalla terza divisione nazionale (la Serie B-1), tornando altresì a rinvigorire il settore giovanile.
Nella stagione 2011/2012 il club vince il campionato di Serie B-1 (Paolo Gusmini, Simone Cini, Pasquale Sanvitale e Francesco De Petra), tornando così in serie A-2 maschile.

## Rosa attuale  (Team Manager e Capitano)
- Simone Cini
- Nicola Di Fiore
- Paolo Gusmini
- Szilard Gyorgy

## Cronistoria
- Stagione 2000/2001 Serie “D-1” Regionale: 1ª Classificata
- Stagione 2001/2002 Serie “C-1” Nazionale: 1ª Classificata
- Stagione 2002/2003 Serie “B-2” Nazionale: 1ª Classificata[5]
- Stagione 2003/2004 Serie “B-1” Nazionale: 1ª Classificata[6]
- Stagione 2004/2005 Serie “A-2” Nazionale: 3ª Classificata[7]
- Stagione 2005/2006 Serie “A-2” Nazionale: 1ª Classificata[8]
- Stagione 2006/2007 Serie “A-1” Nazionale: 8ª Classificata[2][9]
- Stagione 2007/2008 Serie “A-1” Nazionale: 6ª Classificata[10][11]
- Stagione 2008/2009 Serie “A-1” Nazionale: 3ª Classificata[3][12]
- Stagione 2009/2010 Serie “A-1” Nazionale: 6ª Classificata[13][14]
- Stagione 2010/2011 Serie “B-1” Nazionale: 5ª Classificata[15]
- Stagione 2011/2012 Serie “B-1” Nazionale: 1ª Classificata
- Stagione 2012/2013 Serie “A-2” Nazionale